# Anlamani
Anlamani fue Rey de Kush (Nubia) entre fines del siglo VII a. C. y comienzos del siglo VI a. C. en el llamado período Napata.

## Biografía
Fue hijo del rey Senkamanisken, quien reinó entre el 643 y el 623 a. C., y su esposa Nasalsa, hija de Atlanersa. A la muerte de su padre asumió el trono y reinó hasta el 593 a. C., cuando fue reemplazado por su hermano Aspelta.
Anlamani, su nombre de nacimiento, tomó como nombre real Anj-ka-ra, y recibió como nombre de Horus Kanajt Jaem-maat, como nombre de Horus Dorado Herib-maat y como nombre de Nebty (o de las Dos Damas, Uadyet y Nejbet) Seanjibtauy.
En su reinado Kush consiguió recuperar buena parte de su poder.
Anlamani es conocido especialmente a través de una estela descubierta en el templo de Kawa, la cual registra la visita de la reina madre Nasalsa con motivo de su coronación, la designación de sus hermanas como sacerdotisas del dios Amón y una campaña del rey contra la tribu nómada vecina de los blemios.
La referencia a Nasalsa es habitual debido al poder de las reinas madres en Kush, especialmente en su caso dado que descendía de Amenirdis II.
Anlamani fue enterrado en la pirámide clasificada como N.º 7 (Nu. 7) en la necrópolis de Nuri. 
Sus esposas fueron su hermana Madiken, Asata, Artaha y Maqmalo.
Tuvo de Madiken una hija, Kheb, quien sería madre del futuro rey Amtalqa. Algunas genealogías señalan la existencia de un hijo de Anlamani, de nombre Ankhara.
A solo dos años de su muerte, su hermano debió enfrentar la invasión del Faraón de la Dinastía XXVI Psamético II, probablemente una acción preventiva ante los preparativos que Aspelta estaba efectuando para la reconquista de Egipto.
Se encontraron también dos estatuas del rey en Gebel Barkal y un bloque de piedra con su nombre en Meroe. Una de las estatuas está en el Museo Nacional de Jartum (Sudán) y la restante en el Boston Museum of Fine Arts.

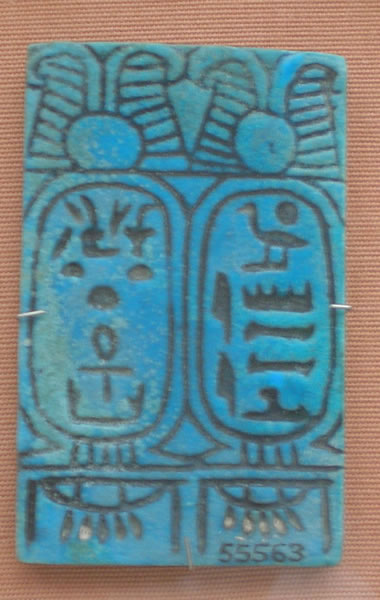
Cartucho de Anlamani, Nuri
Mapa de Napata